# Popolasca
Popolasca es una comuna y población de Francia, en la región de Córcega, departamento de Alta Córcega.
Su población en el censo de 1999 era de 36 habitantes.

## Demografía
| 59 | 59 | 43 | 39 | 31 | 36 |
| Para los censos de 1962 a 1999 la población legal corresponde a la población sin duplicidades (Fuente: INSEE [Consultar]) |    |    |    |    |    |

- Datos: Q730324
- Multimedia: Popolasca / Q730324

1. ↑  Worldpostalcodes.org, código postal n.º 20218.
2. ↑  INSEE, Datos de población para el año 2012 de Popolasca (en francés).